# Doxford-Gegenkolbenmotor
Der Doxford-Gegenkolbenmotor wurde nach Patenten von Hugo Junkers von der Werft und Maschinenfabrik William Doxford & Sons in Pallion, Sunderland am Fluss Wear in England von 1913 bis 1979 gebaut.

## Geschichte des Gegenkolbenmotors
Die Werft und Maschinenfabrik William Doxford & Sons in Sunderland hatte den Schritt vom Holzschiffbau zum Eisenschiffbau im Gegensatz zu vielen Werften geschafft und u. a. Büros zur Konstruktion und Werkstätten zum Bau von Dampfmaschinen errichtet. Um 1900 begann man sich mit der Konstruktion und dem Bau von Dampfturbinen und Dieselmotoren zu beschäftigen.

### Mit Patenten von Hugo Junkers

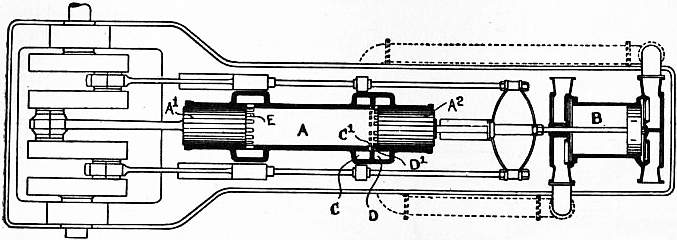
Gegenkolbenmotor nach Junkers und Oechelhäuser – Zeichnung aus Encyclopædia Britannica 1911

Junkers und Oechelhäuser hatten 1893 in Dessau einen Gegenkolben-Gasmotor konstruiert, patentiert und in Betrieb genommen, der 220 PS bei 140/min leistete. Dieser Motor wurde unter anderen von Borsig in Berlin-Tegel in Lizenz gebaut und ausgeliefert. In Zwillingsbauart wurden diese Motoren bis zu Leistungen von 9000 PS gebaut. Nach diesem Prinzip konstruierte Junkers später Dieselmotoren nach dem Zweitaktverfahren, sowohl in der Einzylinder-Bauart als auch in Tandemausführung. Bei der komplizierten Tandemausführung liegen zwei Zylinder hintereinander und sind vier Kolben in der Zylinderachse angeordnet.
Mehrere Schiffe wie zum Beispiel die Primus erhielten derartige Junkers-Dieselmotoren in Tandembauart, sie waren jedoch zu kompliziert sowie schwierig zu bedienen und endeten als Misserfolg. Die Schiffe erhielten stattdessen Dampfmaschinen oder einfachwirkende Zweitakt-Dieselmotoren.

### Doxford-Gegenkolbenmotor
Ganz anders entwickelte sich der nach dem Junkers Patent gebaute Doxford-Gegenkolbenmotor mit zwei Kolben pro Zylinder.

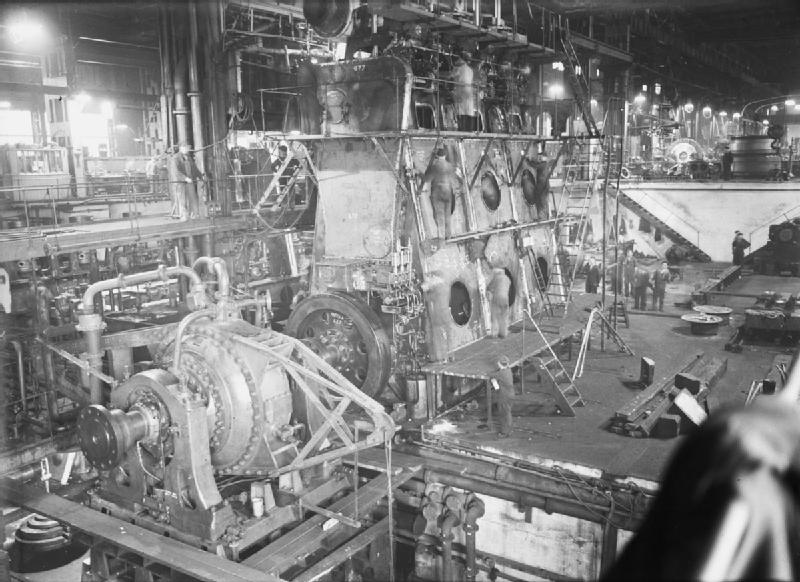
Prüfstand mit Wasserbremse
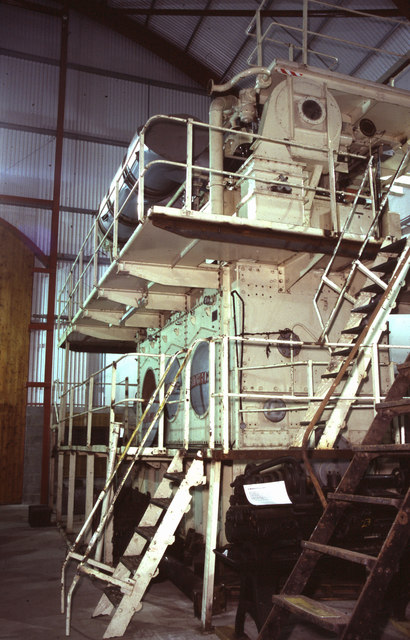
Doxford Motor vom Typ 58JS3
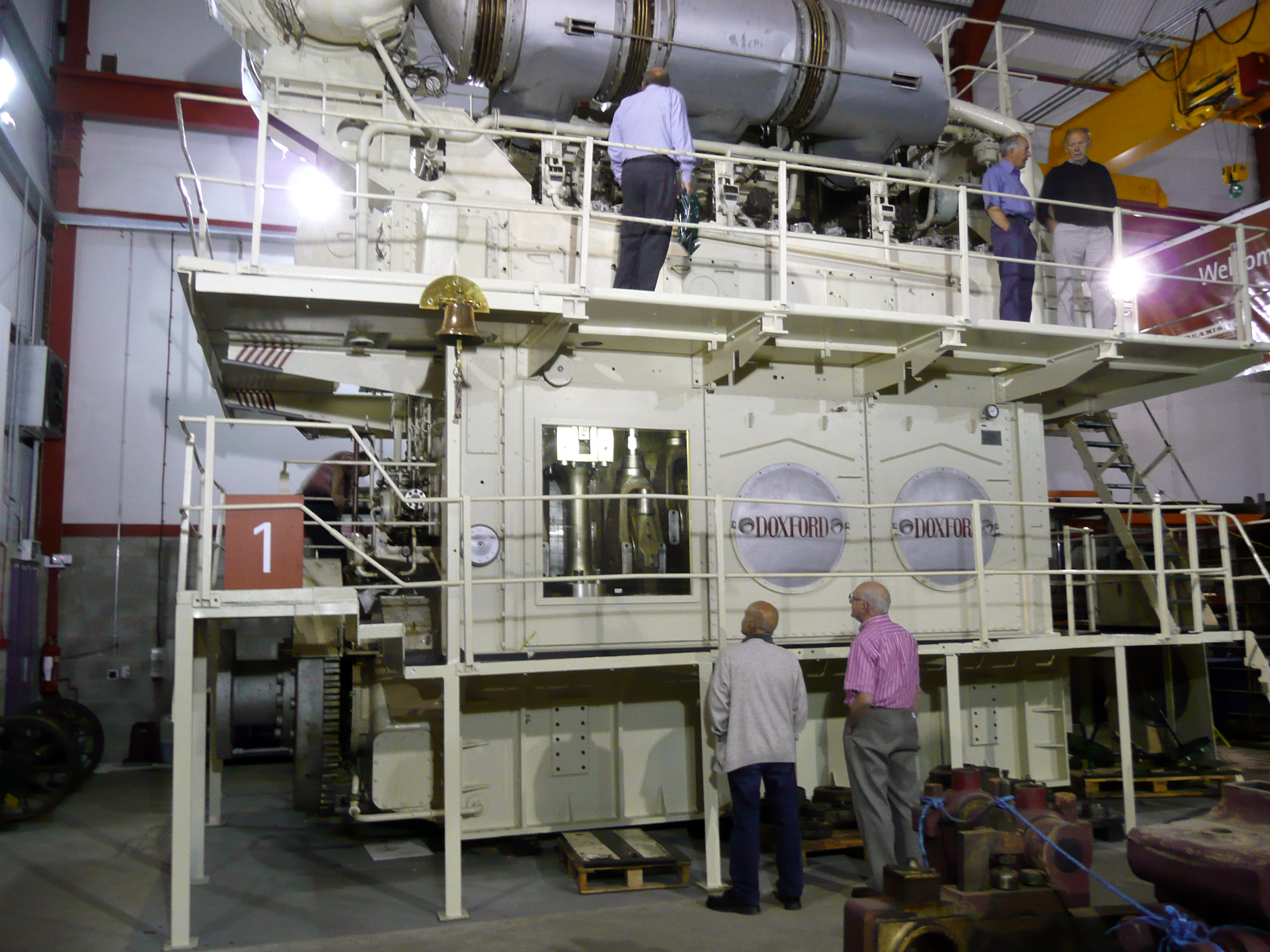
Doxford Motor vom Typ 58JS3
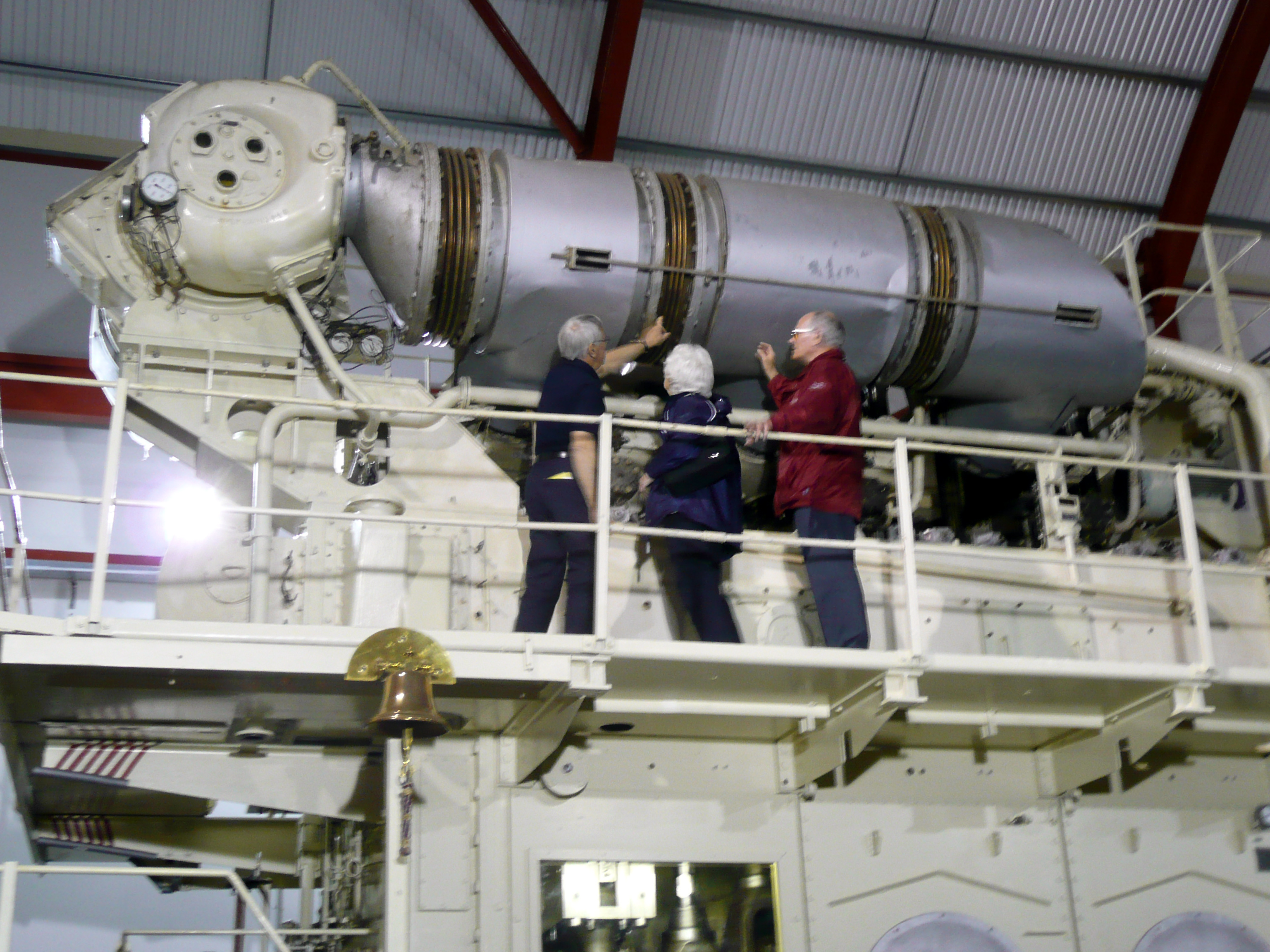
Abgasturbolader Doxford Motor
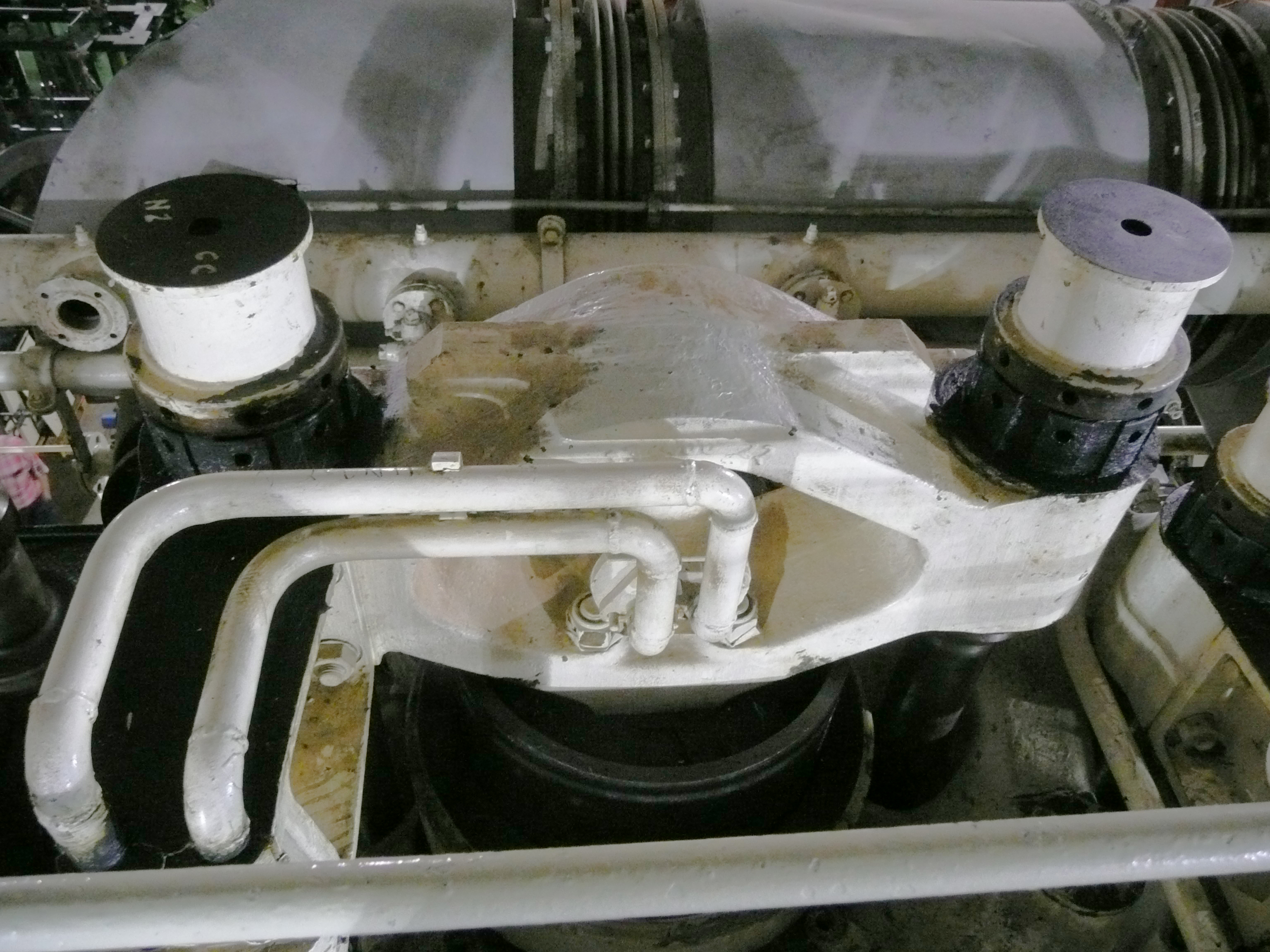
Querhaupt Doxford Motor

Der aus der Schweiz stammende Ingenieur Karl Otto Keller, er hatte vorher für Sulzer gearbeitet, begann 1905 bei Doxford und beschäftigte sich drei Jahre mit Dampfmaschinen, Gas- und Dieselmotoren. Doxford entschied sich für den Bau von Dieselmotoren und erwarb 1912 die einzige Junkers-Lizenz für England zum Bau einer Gegenkolbenmaschine. Ein Jahr vorher kam Keller zurück, um sich als Konstruktionschef intensiv mit dem Bau dieser Dieselmotoren zu beschäftigen. Nach dem Bau eines ersten Prototyps der Einzylindermaschine mit Gegenkolben begannen auf dem Prüfstand in der Halle die Versuche, die aber nicht zum Erfolg führten. Als Junkers das las, schickte er einige Mitarbeiter zu Doxford nach England, die mit Otto Keller und William Purdie eine zweite Einzylindermaschine bauten. Die Bohrung betrug 500 mm und der Hub der beiden Kolben betrug je 750 mm. Der Motor lief nach einigen Anfangsproblemen auf dem Prüfstand mit einer Leistung von 500 PS bei 130/min. Die Zusammenarbeit von Junkers und Doxford endete mit dem Ausbruch des Ersten Weltkrieges. Nach dem Krieg wurde von Doxford die Entwicklung weitergeführt und Mehrzylindermaschinen konstruiert und in Schiffe eingebaut. Das erste Schiff war die Yngaren für schwedische Eigner.
- 1 Yngaren (geb. Doxfords Juni 1921, 9000 bis 3000 PS, nach Schweden)
- 2 Devon-City (Baujahr 1921, 9000 bis 3000 PS)
- 3 Pacific Commerce (gebaut im Februar 1922 von 9000 bis 2700 PS)
- 4 Eknaren (gebaut im September 1922 9000 bis, 3000 PS, nach Schweden)
- 5 Pacific Shipper (Bj. 1924 bis 9500 gebaut, 3200 PS gebaut)

1979 wurde der Bau dieser Schiffsdieselmotoren eingestellt. Die komplizierte Bauweise waren einer der Gründe und die Konkurrenz von MAN und Sulzer besonders bezüglich des spezifischen Brennstoffverbrauchs war erdrückend geworden.

## Motorbeschreibung
Der Doxford-Gegenkolbenmotor arbeitete im Zweitaktverfahren und hatte eine Laufbuchse mit Schlitzen oben und unten, die zur Luftzufuhr und Spülen der Verbrennungsgase dienten. Zwei gegenläufige Kolben im Zylinder verdichteten die Luft und etwa zum Ende der Verdichtung wurde der Kraftstoff mit Hilfe von Druckluft dazugegeben. Durch die hohe Temperatur entzündete sich der Kraftstoff und das Gemisch expandierte. Der untere Kolben übertrug die Kraft über einen Kreuzkopf direkt auf die Kurbelwelle. Der obere Kolben war kraftschlüssig mit einem Querhaupt verbunden. Zwei vertikale Zugstangen übertrugen die Kraft dann als seitliche Kolbenstangen ebenfalls auf die Kurbelwelle. Daher hatte die Kurbelwelle für den Einzylindermotor drei Kröpfungen.